# George Seaton
George Seaton (South Bend, 17 de abril de 1911 – Los Angeles, 28 de julho de 1979) foi um roteirista, dramaturgo, produtor e diretor de cinema estadunidense. Premiado com o Óscar de melhor roteiro adaptado pelo filme Miracle on 34th Street.

## Filmografia parcial
- Junior Miss (1945)
- Miracle on 34th Street (1947)
- Little Boy Lost (1953)
- The Proud and Profane (1956)
- Williamsburg: the Story of a Patriot (1956)
- Teacher's Pet (1958)
- The Pleasure of His Company (1961)
- The Counterfeit Traitor (1962)
- The Hook (1963)
- 36 Hours (1964)
- What's So Bad About Feeling Good? (1968)
- Airport (1970)
- Showdown (1973)